# Carl Kretschmar

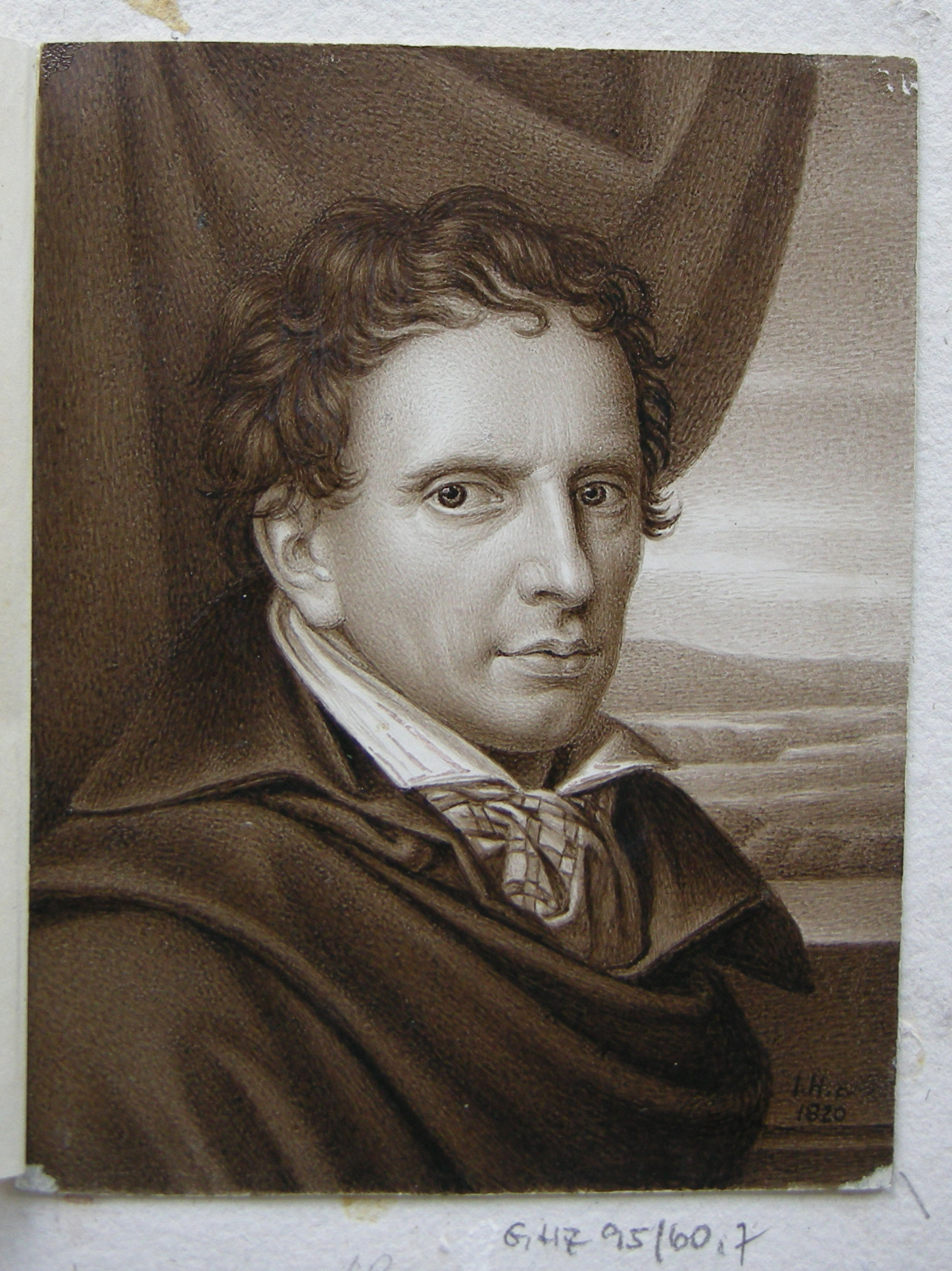
Johann Karl Heinrich Kretschmar von Johann Heusinger 1820 für den Berlinischen Künstlerverein

Johann Carl Heinrich Kretschmar (getauft 17. Oktober 1769 in Braunschweig; † 2. März 1847 in Berlin) war ein deutscher Maler.

## Leben und Wirken

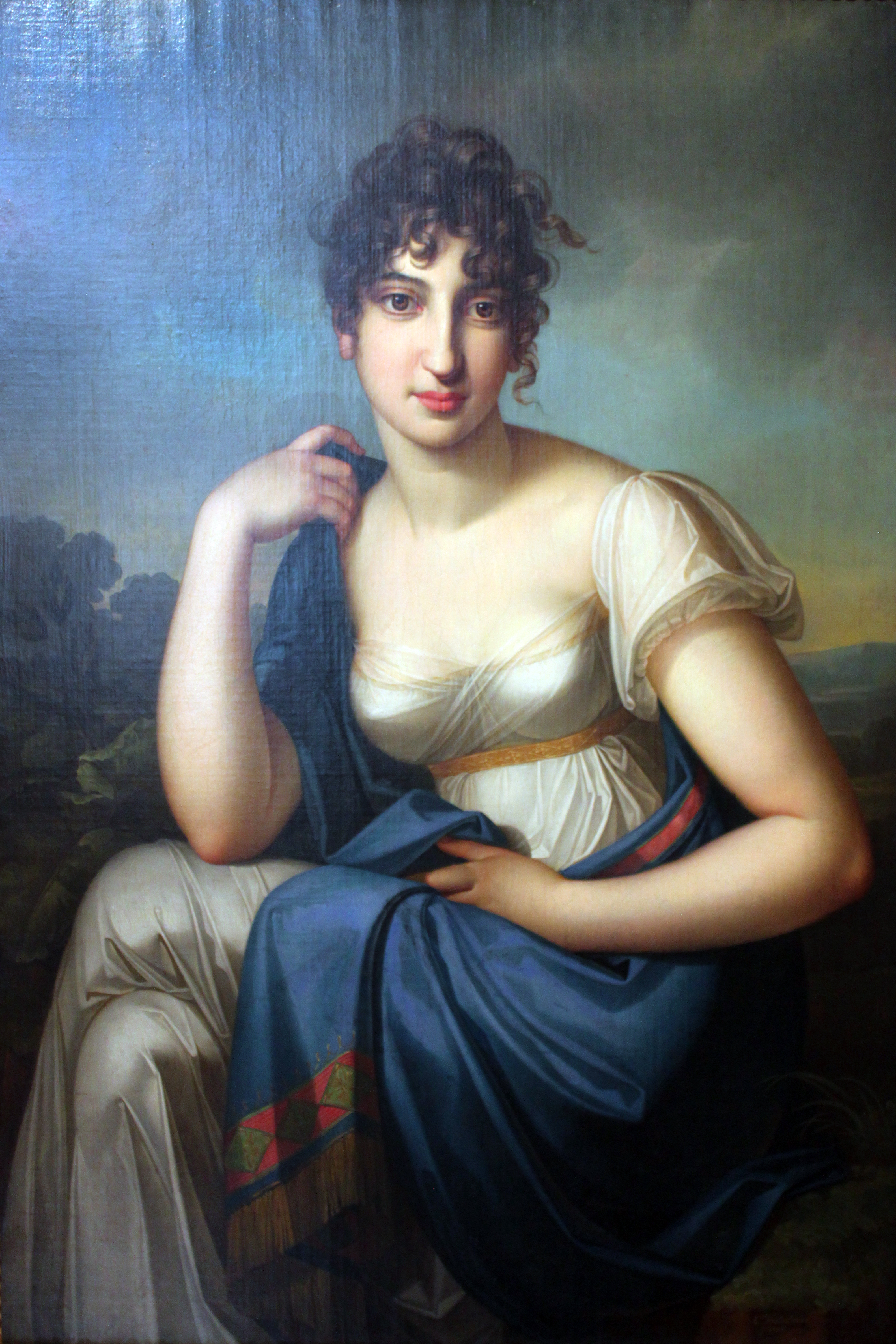
Porträt der Amalie Beer. Gemälde von Carl Kretschmar, um 1803

Kretschmar war der Sohn eines Sattlermeisters und sollte im Alter von 15 Jahren den Kaufmannsberuf erlernen. Er brach seine Ausbildung schon nach dem ersten Monat ab um stattdessen Zeichenunterricht zu nehmen. So wurde er Schüler von Pascha Johann Friedrich Weitsch, trat als Porträt- und Historienmaler hervor. 1789 wurde er in Berlin bei Verwandten aufgenommen, nachdem seine Eltern beide verstorben waren. Im Jahr 1800 erhielt er für sein Gemälde Der große Kurfürst verzeiht dem Prinzen von Homburg auf dem Schlachtfeld von Fehrbellin den Großen Akademie-Preis. Er reiste von 1803 bis 1805 zu Studienzwecken durch Deutschland, Frankreich und Italien und kehrte nach Berlin zurück. Kretschmar wurde Schüler von Johann Christoph Frisch und Johann Heinrich Meil an der Akademie der Künste, wo war er seit 1789 regelmäßig auf den Ausstellungen vertreten war und deren ordentliches Mitglied er 1806 wurde. 1817 wurde Kretschmar zum Professor für Geschichtsmalerei ernannt. Bekannt ist er für seine Historienbilder und Porträtmalerei, beispielsweise das Bildnis der Amalie Beer (um 1803). Gemälde von Kretschmar befinden sich in Museen in Berlin, Düsseldorf oder Nürnberg.